# Контреглиз
Контрегли́з (фр. Contréglise) — коммуна во Франции, находится в регионе Франш-Конте. Департамент — Верхняя Сона. Входит в состав кантона Аманс. Округ коммуны — Везуль.
Код INSEE коммуны — 70170.

## География

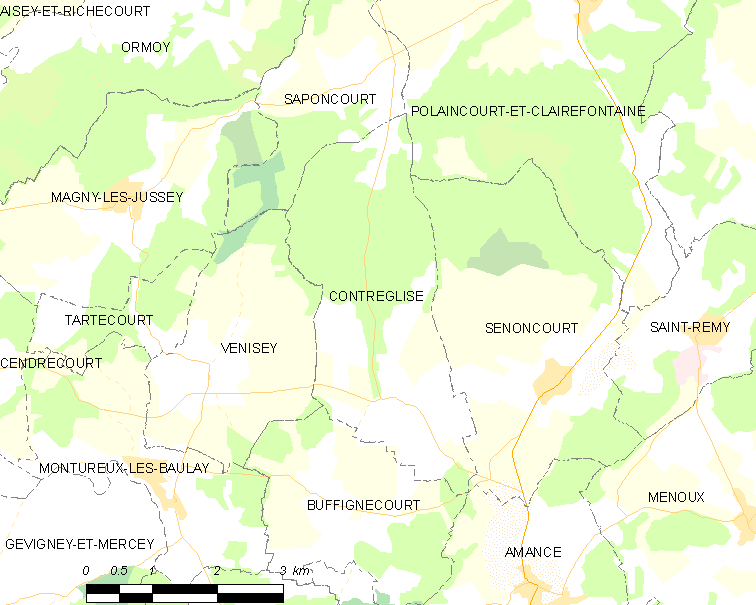
Карта коммуны

Коммуна расположена приблизительно в 300 км к юго-востоку от Парижа, в 65 км севернее Безансона, в 25 км к северу от Везуля.
Около половины территории коммуны занимают леса.

## Население
Население коммуны на 2010 год составляло 113 человек.
| 1962 | 1968 | 1975 | 1982 | 1990 | 1999 | 2010 |
| ---- | ---- | ---- | ---- | ---- | ---- | ---- |
| 150  | 118  | 105  | 110  | 121  | 123  | 113  |

## Администрация
| Период | Период | Фамилия      | Партия | Примечания |
| ------ | ------ | ------------ | ------ | ---------- |
| 2001   | 2008   | Жильбер Меш  |        |            |
| 2008   | 2014   | Жиль Марадан |        |            |

## Экономика
В 2010 году среди 74 человек трудоспособного возраста (15—64 лет) 56 были экономически активными, 18 — неактивными (показатель активности — 75,7 %, в 1999 году было 79,7 %). Из 56 активных жителей работали 50 человек (26 мужчин и 24 женщины), безработных было 6 (3 мужчин и 3 женщины). Среди 18 неактивных 5 человек были учениками или студентами, 10 — пенсионерами, 3 были неактивными по другим причинам.

## Достопримечательности
- Замок Контреглиз[фр.] (XVIII век). Исторический памятник с 2011 года[3]